# Hugo Wernekke
Julius Hugo Wernekke (geb. 13. Mai 1846 in Dresden; gest. 19. Februar 1929 in Weimar)  war ein deutscher Pädagoge in Weimar.

## Leben
Wernekkes Studienfächer waren Mathematik und Naturwissenschaften. Er promovierte  mit einer Arbeit über Giordano Brunos Polemik gegen die aristotelische Philosophie zum Dr. phil. an der Universität Leipzig. Wernekke war Direktor der Realschule in Weimar vom 17. Januar 1879 bis 1885 und Geheimer Hofrat. Danach wechselte er an das Großherzogliche Realgymnasium und war auch dort Direktor von 1886 bis 22. September 1906.
In der Freimaurer-Loge Anna Amalia zu den drei Rosen zu Weimar war er 9. Meister vom Stuhl 1882–1899. In dieser Eigenschaft dokumentierte er die Tätigkeit Goethes, die er unter dem Titel  Goethe und die königliche Kunst herausbrachte. Die Akten der Loge sind nicht mehr erhalten. Seine Publikationen sind sowohl philosophischer als auch sprachwissenschaftlicher Natur. Zusammen mit Bernhard Hergt brachte Wernekke eine Schulgeschichte heraus. Außerdem betätigte er sich als Übersetzer: So brachte er eine Übersetzung von Gustav Theodor Fechners Vom Leben nach dem Tode unter dem Titel Life after death, London 1882. ins Englische heraus.

## Werke (Auswahl)
- Hugo Wernekke: Goethe und die königliche Kunst, 2. durchges. Aufl. Verlag A. Unger, Berlin 1923.
- Ders.: Friedrich Ludwig Schröder als Künstler und Freimaurer, A. Unger, Berlin 1916.
- Ders.: Giordano Bruno's Polemik gegen die Aristotelische Kosmologie, (=Diss. Leipzig), C. Heinrich, Dresden 1871. digital
- Ders.: Zur Syntax des portugiesischen Verbs (Programm der Realschule I. Ordnung zu Weimar), Weimar 1885. digital
- Ders. zus. mit Bernhard Hergt: Abriß der Schulgeschichte: Die Farnpflanzen Thüringens Beilage zum Jahresberichte des Großherzoglichen Realgymnasiums, Weimar: Hof-Buchdr., 1906.